# Coelogyne
 Coelogyne es un género con unas 195 especies de orquídeas epífitas . Estas orquídeas con formas de volantes se distribuyen ampliamente por sur de Asia y las islas del Pacífico occidental.

## Hábitat
Estas especies son epífitas  o litófitas  se distribuyen ampliamente por el Sur de Asia desde India y Sri Lanka hasta el archipiélago de  Malasia, Papúa Nueva Guinea y Filipinas.

## Descripción
Pueden tener pseudobulbos a lo larga del rizoma juntos o espaciados con una o dos hojas apicales, que salen del ápice del pseudobulbo o del de nueva formación e inflorescencias de flores espectaculares y delicadas de gran variedad de color.

## Taxonomía
El género fue descrito por John Lindley y publicado en Collectanea Botanica , ad pl. 33. 1821.
Etimología
Coelogyne (abreviado Coel.): nombre genérico que deriva del griego: "kolios"= "hendidura" y  "gyne" = "hembra" refiriéndose al profunda cavidad estigmática característica de este género.  

## Especies deCoelogyne
- Coelogyne acutilabium  de Vogel (1992)
- Coelogyne albobrunnea  J.J.Sm. (1931)
- Coelogyne albolutea  Rolfe (1908)
- Coelogyne alvinlokii  P.O'Byrne & J.J.Verm. (2006)
- Coelogyne anceps  Hook.f. (1890)
- Coelogyne asperata  Lindl. (1849)
- Coelogyne assamica  Linden & Rchb.f. (1857)
- Coelogyne barbata  Lindl. ex Griff. (1848)
- Coelogyne beccarii  Rchb.f. (1886)
- Coelogyne bicamerata  J.J.Sm. (1928)
- Coelogyne bilamellata  Lindl. (1854)
- Coelogyne borneensis  Rolfe (1893)
- Coelogyne brachygyne  J.J.Sm. (1920)
- Coelogyne brachyptera  Rchb.f. (1881)
- Coelogyne breviscapa  Lindl. (1854)
- Coelogyne bruneiensis  de Vogel (1992)
- Coelogyne buennemeyeri  J.J.Sm. (1922)
- Coelogyne calcarata  J.J.Sm. (1928)
- Coelogyne calcicola  Kerr (1933)
- Coelogyne caloglossa  Schltr. (1911)
- Coelogyne candoonensis  Ames (1923)
- Coelogyne carinata  Rolfe (1895)
- Coelogyne celebensis  J.J.Sm. (1917)
- Coelogyne chanii  Gravend. & de Vogel (2002)
- Coelogyne chlorophaea  Schltr. (1911)
- Coelogyne chloroptera  Rchb.f. (1883)
- Coelogyne clemensii  Ames & C.Schweinf. (1920)
- Coelogyne compressicaulis  Ames & C.Schweinf. (1920)
- Coelogyne concinna  Ridl. (1912)
- Coelogyne confusa  Ames (1915)
- Coelogyne contractipetala  J.J.Sm. (1932)
- Coelogyne corymbosa  Lindl. (1854)
- Coelogyne crassiloba  J.J.Sm. (1927)
- Coelogyne craticulilabris  Carr (1935)
- Coelogyne cristata  Lindl. (1824)
- Coelogyne cumingii  Lindl. (1840)
- Coelogyne cuprea  H.Wendl. & Kraenzl. (1892)
- Coelogyne dichroantha  Gagnep. (1950)
- Coelogyne distans  J.J.Sm. (1908)
- Coelogyne dulitensis  Carr (1935)
- Coelogyne eberhardtii  Gagnep. (1930)
- Coelogyne ecarinata  C.Schweinf. (1941)
- Coelogyne echinolabium  de Vogel (1992)
- Coelogyne elmeri  Ames (1912)
- Coelogyne endertii  J.J.Sm. (1931)
- Coelogyne exalata  Ridl. (1908)
- Coelogyne filipeda  Gagnep. (1950)
- Coelogyne fimbriata  Lindl. (1825)
- Coelogyne flaccida  Lindl. (1830)
- Coelogyne flexuosa  Rolfe (1892)
- Coelogyne foerstermannii  Rchb.f. (1886)
- Coelogyne fonstenebrarum  P.O'Byrne (2000)
- Coelogyne formosa  Schltr. (1912)
- Coelogyne fragrans  Schltr. (1911)
- Coelogyne fuerstenbergiana  Schltr. (1914)
- Coelogyne fuscescens  Lindl. (1830)
- Coelogyne genuflexa  Ames & C.Schweinf. (1920)
- Coelogyne ghatakii  T.K.Paul (1989)
- Coelogyne gibbifera  J.J.Sm. (1912)
- Coelogyne glandulosa  Lindl. (1854)
- Coelogyne gongshanensis  H.Li ex S.C.Chen (1999)
- Coelogyne griffithii  Hook.f. (1888)
- Coelogyne guamensis  Ames (1914)
- Coelogyne hajrae  Phukan (1997)
- Coelogyne harana  J.J.Sm. (1927)
- Coelogyne hirtella  J.J.Sm. (1931)
- Coelogyne hitendrae  S.Das & S.K.Jain (1978)
- Coelogyne holochila  P.F.Hunt & Summerh. (1966)
- Coelogyne huettneriana  Rchb.f. (1872)
- Coelogyne imbricans  J.J.Sm. (1920)
- Coelogyne incrassata  (Blume) Lindl. (1830)
- Coelogyne integerrima  Ames (1910)
- Coelogyne integra  Schltr. (1911)
- Coelogyne judithiae  P.Taylor (1977)
- Coelogyne kaliana  P.J.Cribb (1982)
- Coelogyne kelamensis  J.J.Sm. (1910)
- Coelogyne kemiriensis  J.J.Sm. (1943)
- Coelogyne kinabaluensis  Ames & C.Schweinf. (1920)
- Coelogyne lacinulosa  J.J.Sm. (1933)
- Coelogyne lactea  Rchb.f. (1885)
- Coelogyne latiloba  de Vogel (1992)
- Coelogyne lawrenceana  Rolfe (1905)
- Coelogyne lentiginosa  Lindl. (1854)
- Coelogyne leucantha  W.W.Sm. (1921)
- Coelogyne lockii  Aver. (2000)
- Coelogyne loheri  Rolfe (1908)
- Coelogyne longiana  Aver. (1997)
- Coelogyne longibulbosa  Ames & C.Schweinf. (1920)
- Coelogyne longifolia  (Blume) Lindl. (1833)
- Coelogyne longipes  Lindl. (1854)
- Coelogyne longirachis  Ames (1922)
- Coelogyne longpasiaensis  J.J.Wood & C.L.Chan (1990)
- Coelogyne lycastoides  F.Muell. & Kraenzl. (1895)
- Coelogyne macdonaldii  F.Muell. & Kraenzl. (1894)
- Coelogyne malintangensis  J.J.Sm. (1922)
- Coelogyne malipoensis  Z.H.Tsi (1995)
- Coelogyne marmorata  Rchb.f. (1877)
- Coelogyne marthae  S.E.C.Sierra (2000)
- Coelogyne mayeriana  Rchb.f. (1877)
- Coelogyne merrillii  Ames (1911)
- Coelogyne micrantha  Lindl. (1855)
- Coelogyne miniata  (Blume) Lindl. (1833)
- Coelogyne monilirachis  Carr (1935)
- Coelogyne monticola  J.J.Sm. (1933)
- Coelogyne mooreana  Rolfe (1907)
- Coelogyne mossiae  Rolfe (1894)
- Coelogyne motleyi  Rolfe ex J.J.Wood (1998)
- Coelogyne moultonii  J.J.Sm. (1912)
- Coelogyne multiflora  Schltr. (1911)
- Coelogyne muluensis  J.J.Wood (1984)
- Coelogyne naja  J.J.Sm. (1931)
- Coelogyne nervosa  A.Rich. (1841)
- Coelogyne nitida  (Wall. ex D.Don) Lindl. (1824)
- Coelogyne obtusifolia  Carr (1935)
- Coelogyne occultata  Hook.f. (1890)
- Coelogyne odoardi  Schltr. (1921)
- Coelogyne odoratissima  Lindl. (1830)
- Coelogyne ovalis  Lindl. (1838)
- Coelogyne palawanensis  Ames (1915)
- Coelogyne pandurata  Lindl. (1853)
- Coelogyne pantlingii  Lucksom (2005)
- Coelogyne papillosa  Ridl. ex Stapf (1894)
- Coelogyne parishii  Hook.f. (1862)
- Coelogyne peltastes  Rchb.f. (1880)
- Coelogyne pempahisheyana  H.J.Chowdhery (2004)
- Coelogyne pendula  Summerh. ex Perry (1932)
- Coelogyne pholidotoides  J.J.Sm. (1903)
- Coelogyne picta  Schltr. (1922)
- Coelogyne planiscapa  Carr (1935)
- Coelogyne plicatissima  Ames & C.Schweinf. (1920)
- Coelogyne prasina  Ridl. (1896)
- Coelogyne prolifera  Lindl. (1830)
- Coelogyne pulchella  Rolfe (1898)
- Coelogyne pulverula  Teijsm. & Binn. (1862)
- Coelogyne punctulata  Lindl. (1824)
- Coelogyne quadratiloba  Gagnep. (1950)
- Coelogyne quinquelamellata  Ames (1920)
- Coelogyne radicosa  Ridl. (1915)
- Coelogyne radioferens  Ames & C.Schweinf. (1920)
- Coelogyne raizadae  S.K.Jain & S.Das (1978)
- Coelogyne remediosae  Ames & Quisumb. (1932)
- Coelogyne renae  Gravend. & de Vogel (2002)
- Coelogyne rhabdobulbon  Schltr. (1921)
- Coelogyne rígida  C.S.P.Parish & Rchb.f. (1874)
- Coelogyne rigidiformis  Ames & C.Schweinf. (1920)
- Coelogyne rochussenii  de Vriese (1854)
- Coelogyne rumphii  Lindl. (1854)
- Coelogyne rupicola  Carr (1935)
- Coelogyne salmonicolor  Rchb.f. (1883)
- Coelogyne sanderae  Kraenzl. ex O'Brien (1893)
- Coelogyne sanderiana  Rchb.f. (1887)
- Coelogyne schilleriana  Rchb.f. & K.Koch (1858)
- Coelogyne schultesii  S.K.Jain & S.Das (1978)
- Coelogyne septemcostata  J.J.Sm. (1903)
- Coelogyne sparsa  Rchb.f. (1883)
- Coelogyne speciosa  (Blume) Lindl. (1833)
- Coelogyne squamulosa  J.J.Sm. (1908)
- Coelogyne steenisii  J.J.Sm. (1932)
- Coelogyne stenobulbum  Schltr. (1911)
- Coelogyne stenochila  Hook.f. (1890)
- Coelogyne stricta  (D.Don) Schltr. (1919)
- Coelogyne suaveolens  (Lindl.) Hook.f. (1890)
- Coelogyne sudora  Schuit. & de Vogel (2006)
- Coelogyne susanae  P.J.Cribb & B.A.Lewis (1991)
- Coelogyne swaniana  Rolfe (1894)
- Coelogyne tenasserimensis  Seidenf. (1975)
- Coelogyne tenompokensis  Carr (1935)
- Coelogyne tenuis  Rolfe (1893)
- Coelogyne testacea  Lindl. (1842)
- Coelogyne tiomanensis  M.R.Hend. (1930)
- Coelogyne tomentosa  Lindl. (1854)
- Coelogyne tommii  Gravend. & P.O'Byrne (1999)
- Coelogyne trilobulata  J.J.Sm. (1928)
- Coelogyne trinervis  Lindl. (1830)
- Coelogyne triplicatula  Rchb.f. (1864)
- Coelogyne triuncialis  P.O'Byrne & J.J.Verm. (2002)
- Coelogyne tsii  X.H.Jin & H.Li (2006)
- Coelogyne tumida  J.J.Sm. (1905)
- Coelogyne undatialata  J.J.Sm. (1928)
- Coelogyne usitana  Roeth & O.Gruss (2001)
- Coelogyne ustulata  C.S.P.Parish & Rchb.f. (1874)
- Coelogyne vanoverberghii  Ames (1915)
- Coelogyne veitchii  Rolfe (1895)
- Coelogyne velutina  de Vogel (1992)
- Coelogyne venusta  Rolfe (1904)
- Coelogyne vermicularis  J.J.Sm. (1906)
- Coelogyne verrucosa  S.E.C.Sierra (2000)
- Coelogyne virescens  Rolfe (1908)
- Coelogyne viscosa  Rchb.f. (1856)
- Coelogyne weixiensis  X.H.Jin (2005)
- Coelogyne xyrekes  Ridl. (1915)
- Coelogyne yiii  Schuit. & de Vogel (2003)
- Coelogyne zhenkangensis  S.C.Chen & K.Y.Lang (1983)
- Coelogyne zurowetzii  Carr (1934)